# Aerosol
Aerosoler er luftbårne submikrone partikler, dvs. partikler mindre end 1 μm (mikrometer = 10 −6 m). Aerosoler kan være sod, smådråber eller støvpartikler.
Aerosoler en opløsning af faste eller flydende stoffer i en gasart.
Aerosoler er små luftbårne partikler eller dråber. Sådanne aerosoler kan have en betydelig indflydelse på solindstrålingen til jordoverfladen. Aerosolerne påvirker solindstrålingen både direkte og indirekte. Den direkte påvirkning består i, at aerosolerne spreder, tilbagekaster eller absorberer solens stråler og den infrarøde stråling fra jordoverfladen. Den indirekte påvirkning består i, at aerosolerne kan påvirke skydannelsen ved at fungere som fortætningskerner for vanddampen i atmosfæren, således at der lettere dannes vanddråber og dermed også skyer.
De aerosoler, som stammer fra menneskeskabte kilder, er først og fremmest sulfataerosoler fra svovlet i de fossile brændsler, sort sod (kulpartikler) og aerosoler fra afbrænding af biomasse. De fleste aerosoler virker afkølende snarere end opvarmende på atmosfæren, fordi de tilbagekaster mere solstråling, end de tilbageholder, direkte og ved at medvirke til at danne flere skyer. Man kan altså sige, at de i nogen grad har holdt drivhusgassernes opvarmende effekt i skak.
Sulfataerosolerne har udover deres effekt på klimaet den uheldige virkning, at de forårsager såkaldt sur nedbør, som har været og stadig er et stort problem mange steder i verden. Derfor er der gjort et stort arbejde for at rense røgen fra kraftværker for svovl og for at bruge mindre svovlholdig olie. En fortsat indsats for at reducere de menneskeskabte sulfatudledninger vil betyde en reduktion af sulfataerosolernes afkølende effekt og altså dermed en øget global opvarmning.
Der er dog stadig meget stor usikkerhed om størrelsen af aerosolernes virkning på klimaet. De menneskeskabte aerosoler er meget ujævnt fordelt i atmosfæren. De fleste findes i lav højde tæt på kilderne til deres udslip, men aerosolerne kan spredes over store afstande, hvis de rette atmosfæriske forhold er til stede. Aerosolerne udvaskes normalt forholdsvis hurtigt, dvs. typisk i løbet af cirka en uge, med nedbøren.